# EasyTag
EasyTag es una sencilla aplicación gráfica para editar metadatos (también conocidos como etiquetas) de archivos de audio, para Gnu/Linux y Windows distribuido bajo la licencia general pública GNU (GNU general Public license GPL), su tarea consiste en ver y editar las etiquetas de los archivos: MP3, MP2, MP4/AAC, FLAC, Ogg Vorbis Ogg Opus, Ogg Speex, Musepack, Monkey's Audio y WavPack de manera individual o grupal. Puede etiquetar cientos de canciones con un par de clics de manera sencilla y cómoda, dando la opción de cambiar solo los campos elegidos dentro de la etiqueta. La interfaz es bastante intuitiva y fácil de manejar. 
EasyTag supone la herramienta definitiva para organizar las discografías.